# Redacción Médica
Redacción Médica es un diario en línea especializado en la información de actualidad y noticias relativas a las administraciones, profesionales y empresas del sector sanitario en España. Está editado por Sanitaria 2000 S.L. y tiene su sede oficial en Madrid (España).
Su público objetivo es principalmente el médico aunque presentan algunos artículos acerca de otros profesionales del sector de la salud. Su acceso era ofrecido de forma gratuita, pero en 2023 implementaron la suscripción premium para el contenido más destacado.

## Historia
Redacción Médica fue fundada en el año 2004 por el Dr. José María Pino (Zamora, 1956), licenciado en Medicina y Cirugía por la Universidad Autónoma de Madrid con la especialidad de neumólogo.
En su primera etapa fue dirigido por Ricardo López, que en 2012 asumió la Dirección General del Grupo Sanitaria 2000 pasando la Dirección de la cabecera desde entonces a Óscar López.
En la actualidad más de 25 personas trabajan en la edición española de Redacción Médica, siendo Javier Leo su Redactor Jefe desde 2014. En 2019, Carlos Cristóbal, ha pasado a ocupar dicho puesto, asumiendo Javier Leo la nueva Subdirección de Desarrollo Digital de Redacción Médica.

## Premios y reconocimientos
Redacción Médica ha sido galardonada con premios y reconocimientos dentro del sector sanitario como:
- Placa de Oro de la Consejería de Sanidad de la Comunidad de Madrid
- Premio Humanismo y Medicina de la Fundación Semergen

Así como diversos galardones de las siguientes instituciones:
- Foro Español de Pacientes
- Sociedad Española de Neurología
- Federación Española de Enfermedades Raras (Feder) como el Premio a la labor periodística en Enfermedades Raras a Redacción Médica[2]
- Neumomadrid

También la propia editorial del diario en línea ha recibido reconocimientos por su labor, como la otorgada por el Consejo de Enfermería de la Comunidad Valenciana, en relación con la difusión informativa de la labor de profesionales en enfermería.

## Secciones médicas
El periódico organiza su labor informativa sobre la actualidad sanitaria en los siguientes bloques:
- Profesionales sanitarios
- Política sanitaria
- Formación sanitaria
- Empresas
- Especialidades
- Autonomías
- Opinión
- La Revista
- Vírico

## Eventos
Junto a su empresa editora (Sanitaria 2000), Redacción Médica promueve eventos profesionales en los que participan los colectivos decisores del Sistema Nacional de Salud:
- Encuentro Global de la Administración Sanitaria
- Encuentro Global de Parlamentarios de Sanidad[4]
- Encuentro Global de Directivos de la Salud[5]
- Encuentro Global de Farmacia Hospitalaria
- Encuentro Global de Ingeniería Sanitaria[6]
- Encuentro Global de Neumología[7]

También reconoce la labor de los profesionales del sector sanitario con los Premios Redacción Médica a la Sanidad, que ya han sido entregados en una decena de comunidades autónomas, entre ellas Comunidad de Madrid, Galicia o Canarias.
De forma excepcional, en el décimo aniversario desde su creación, Redacción Médica quiso premiar a las 10 personas más relevantes en la sanidad española desde la primera edición del medio en 2004, con un evento especial que reunió a las principales personalidades públicas, políticas y profesionales relacionadas con el sector.
Anualmente reúne a las principales personalidades del sector en la Gala de la Sanidad Española organizada conjuntamente con Sanitaria 2000. En esta cita se entregan los Premios de la Administración Sanitaria Española, que reconocen la labor de un consejero y de distintas figuras de la sanidad en España.
Desde 2018 también organiza anualmente los Premios Sanitarias, cuyo objetivo es dar visibilidad a las mujeres profesionales en distintos cargos del sector sanitario español.